# Georg Calixtus
Georg Calixtus, Kallison/Kallisön, vagy Callisen (Medelby, Schleswig, 1586. december 14. – Helmstedt, 1656. március 19.) német evangélikus teológus.

## Élete
Callixtus 1586. december 14-én született Medelbyben. Helmstedti Filológiai, filozófiai és teológiai tanulmányai befejeztével, Jéna, Gießen, Tübingen és Heidelbergen keresztül Hollandiába, Franciaországba és Angliába utazott, ahol megismerkedett a vezető reformerekkel. Helmstedtbe visszatérve 1614-ben a braunschweigi herceg, aki csodálta a képességét, teológiai tanárnak nevezte ki.
Ellensége volt a lutheri ortodoxiának, a protestáns egyházakat egyesíteni törekedett. 
1613-ban kiadott egy könyvet, Disputationes de praecipuis religionis Christianae Capitibus címmel, amely kiváltotta az ortodox evangélikus tudósok ellenséges kritikáját; 1619-ben publikálta Epitome Theologiae, néhány évvel később 1634-ben Theologia Moralis és a De Arte Nova Nihusii című műveit.
A helmstedti egyetemen tanított egészen 1656-ban bekövetkezett haláláig.